# Trajan (général romain)
Pour l’article homonyme, voir Trajan.
Trajan (en latin Traianus), mort le 9 août 378 à Andrinople, est un général romain.
Durant les premiers mois de la guerre des Goths opposant les Romains à une armée de Goths menée par Fritigern, il commanda l'infanterie de l'Empire romain d'Orient en Thrace. Il meurt lors de la bataille d'Andrinople aux côtés de l'empereur Valens et de 34 autres généraux romains.

## Biographie

### Duc d'Égypte (367-368)
Entre 367 et 368, Trajan occupe le poste de duc d'Égypte (dux Aegypti). Durant cette période, il protège l'évêque arien Lucius d'Alexandrie avec le praefectus augustalis Eutolmius Tatianus. Il reçoit l'ordre de l'empereur Valens de rebâtir le Caesareum, dont il lance la reconstruction le 1er mai 368.

### Comes rei militarisen Orient (371-374)
De 371 à 374, il est nommé comes rei militaris en Orient. À la fin de l'hiver, le roi sassanide Shapur II réunit son armée et entre sur le territoire romain. L'empereur Valens envoie le roi alaman Vadomar et Trajan contre lui, avec une forte armée. L'empereur ordonne à ses deux généraux qu'ils tiennent les Sassanides en respect sans provoquer aucune bataille.
Cependant, à Vagabanta, la cavalerie sassanide cherche le contact avec l'infanterie romaine. L'armée romaine cherche d'abord à se dégager, mais est défaite par les Perses. Les rencontres suivantes provoquent des résultats différents. À la fin de l'été, les généraux signent une trêve et se retirent.

### Général en Arménie
En 374, pendant qu'il commande les troupes romaines en Arménie, il reçoit de Valens l'ordre secret de tuer le roi Pap. Trajan gagne sa confiance et l'invite à dîner. Durant le banquet, il quitte la table pendant qu'un assassin exécute Pap.

### Général en Thrace (377-378)

#### Magister peditumen Thrace (377)
Trajan est plus tard promu au rang de maître de l'infanterie (magister peditum) et est envoyé en Thrace à la tête des légions d'Arménie pour lutter contre les Goths aux côtés du général Profuturus.
Trajan et Profuturus effectuent leur jonction avec des troupes amenées de l'Empire romain d'Occident par Richomer en septembre 377. Ensemble, ils décident d'engager les Goths par surprise au lieu-dit "des Saules" près de Marcianopolis. La bataille les oppose à une armée supérieure en nombre. Durant l'affrontement, l'aile gauche de l'armée romaine cède avant d'être renforcée. À l'issue de la journée, le sort de la bataille est indécis et les pertes nombreuses du côté romain.
Quand la nouvelle de la bataille parvient à Valens, installé à Antioche, l'empereur envoie de nouvelles troupes sous les ordres du maître de la cavalerie Saturninus, qu'il charge de prendre le commandement des troupes à la place de Trajan et de Profuturus,. Trajan est ensuite remplacé comme maître de l'infanterie par Sébastien.

#### Décès à la bataille d'Andrinople (9 août 378)
De retour à Constantinople en juin 378, Valens accuse Trajan de lâcheté, mais grâce au soutien des généraux Arinthaeus et Victor, Trajan rejette la faute des événements sur la persécution des chrétiens nicéens par Valens.
Trajan est rappelé au service et accompagne Valens dans sa campagne contre les Goths à l'été 378. Le 9 août, Trajan participe à la bataille d'Andrinople. Après que la ligne romaine ait été enfoncée et ait fui, Trajan crie que l'empereur a été laissé seul par ses gardes. Entendant cela, Victor chercha sans succès à amener la force en réserve des Bataves au secours de l'empereur. Trajan meurt ce jour-là sur le champ de bataille, tout comme l'empereur Valens et 34 autres généraux romains.

### Famille et caractère
Trajan est le père d'une fille nommée Candida, remarquée pour sa piété.
L'historien Ammien Marcellin le juge ambitieux et incompétent. Dans les dernières années de sa vie, Trajan, qui avait soutenu l'évêque arien Lucius d'Alexandrie lorsqu'il était duc d'Égypte, professe avec zèle le catholicisme.